# Charaxes gerdae
Charaxes gerdae là một loài bướm thuộc họ Nymphalidae. Nó phân bố ở tây Tanzania và Cộng hòa Dân chủ Congo.  Loài này sinh sống ở rừng có thực vật Brachystegia tại độ cao 900 đến 1,400 mét.